# Saxifraga muretii
Saxifraga muretii är en stenbräckeväxtart som beskrevs av Ramb.. Saxifraga muretii ingår i Bräckesläktet som ingår i familjen stenbräckeväxter. Inga underarter finns listade i Catalogue of Life.